# Мельников Павло Петрович
Ме́льников Павло Петрович (22 липня (3 серпня) 1804, Москва — 22 липня (3 серпня) 1880, станція Любань, тепер Ленінградської області РФ) — російський інженер у галузі залізничного транспорту, почесний член Петербурзької АН (з 1858 року). Один з основних авторів проекту і технічних керівників будівництва першої в Росії магістральної залізниці Пегербург — Москва. Головний керуючий (з 1862 року) і міністр (у 1866—1869 роках) шляхів. Написав (1835 року) першу в Росії працю «Про залізниці».